# A Viagem de Chihiro
A Viagem de Chihiro (千と千尋の神隠し, Sen to Chihiro no Kamikakushi; lit. O desaparecimento (escondida pelos espíritos) de Sen e Chihiro) é um filme japonês de animação, dos gêneros aventura e fantasia, lançado em 2001. O longa-metragem foi escrito e dirigido por Hayao Miyazaki, com as vozes de Rumi Hiiragi, Miyu Irino, Mari Natsuki, Takeshi Naito, Yasuko Sawaguchi, Tsunehiko Kamijō, Takehiko Ono e Bunta Sugawara. O longa narra as aventuras de Chihiro Ogino (Hiiragi), uma menina de dez anos que se encontra em mudança com a sua família.

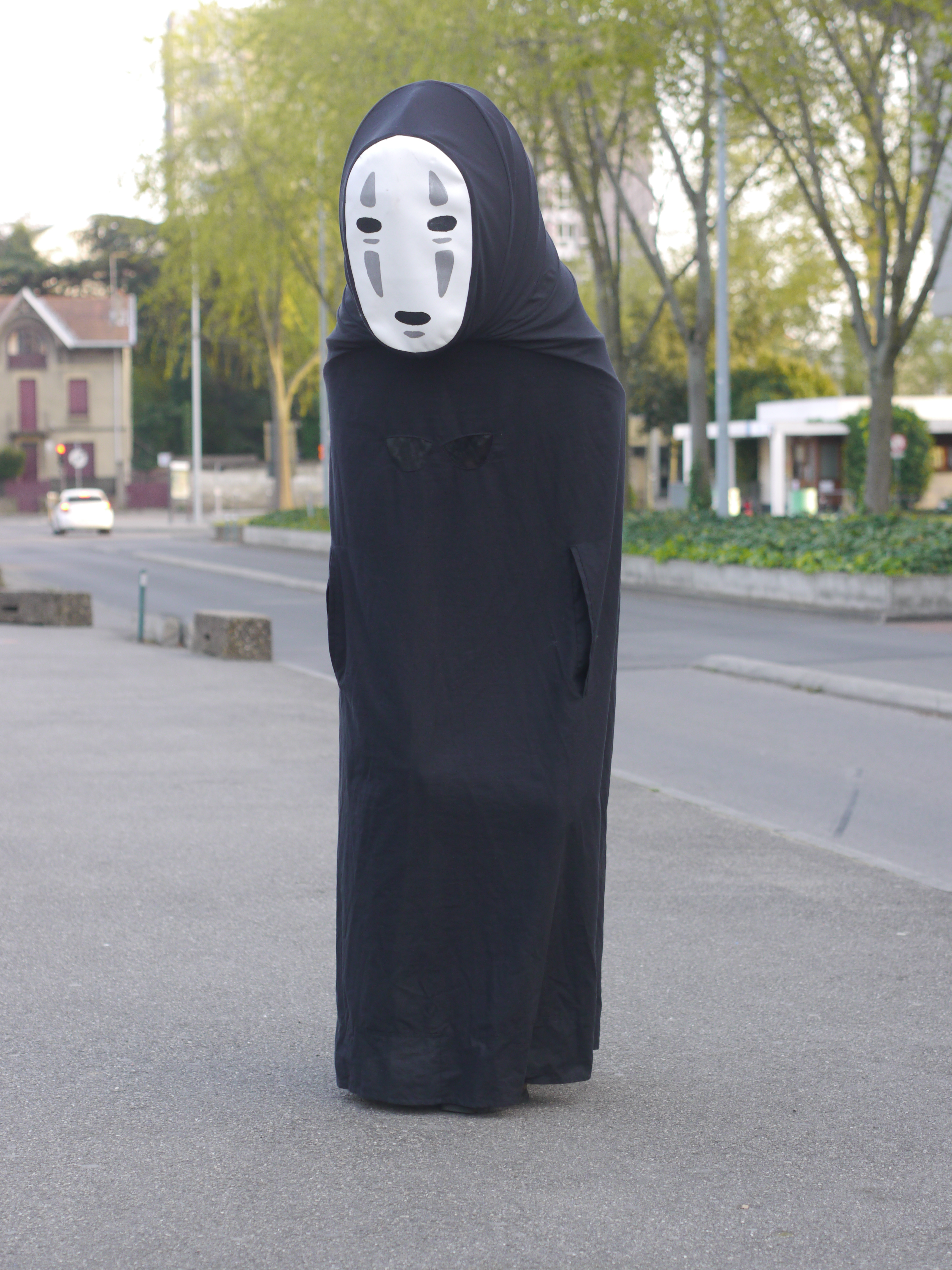
Cosplay do Homem Sem Rosto

Miyazaki escreveu o roteiro após decidir que a história seria baseada na filha de seu amigo Seiji Okuda, produtor associado do filme, que tinha dez anos à época; a garota fazia visitas frequentes à casa do diretor todo verão. Na época, ele estava a trabalhar em dois projetos diferentes, mas ambos foram rejeitados em favor do longa-metragem. A produção de A Viagem de Chihiro começou em 2000, com um orçamento de 1,9 bilhões de ienes. É a décima-terceira produção do Studio Ghibli e a sétima realizada por Miyazaki dentro do estúdio, a animação chegou aos cinemas japoneses em 20 de julho de 2001, pela distribuidora Tōhō. A produção tornou-se a mais bem sucedida da história do cinema japonês, conquistando mais de 352 milhões de dólares mundialmente. No seu país de origem, o filme desbancou Titanic como a maior bilheteria de todos os tempos, com um total de 30,8 bilhões de ienes.
Aclamada pela crítica internacional, a obra é frequentemente citada como uma das melhores da década de 2000, e uma das melhores animações de todos os tempos. O longa-metragem foi vencedor do Óscar de melhor filme de animação em 2003, tornando-se a primeira produção que não tenha o inglês como língua original a vencer essa categoria. Foi, também, co-recipiente do Urso de Ouro no Festival de Berlim em 2002, dividindo o prêmio com Domingo Sangrento, e se encontra entre os dez mais votados da lista de filmes que deveriam ser assistidos até os catorze anos, compilada pelo British Film Institute. Em 2016, foi eleito o quarto melhor filme do século XXI por 177 analistas de cinema ao redor do mundo. No ano seguinte, foi, ainda, selecionado como o segundo melhor filme do século XXI até então, pelo jornal The New York Times.
No Brasil, foi lançada em 2021 a edição especial de colecionador do filme em blu-ray pela Obras Primas do Cinema em parceria com a Bazani e a Europa Filmes.

## Sinopse

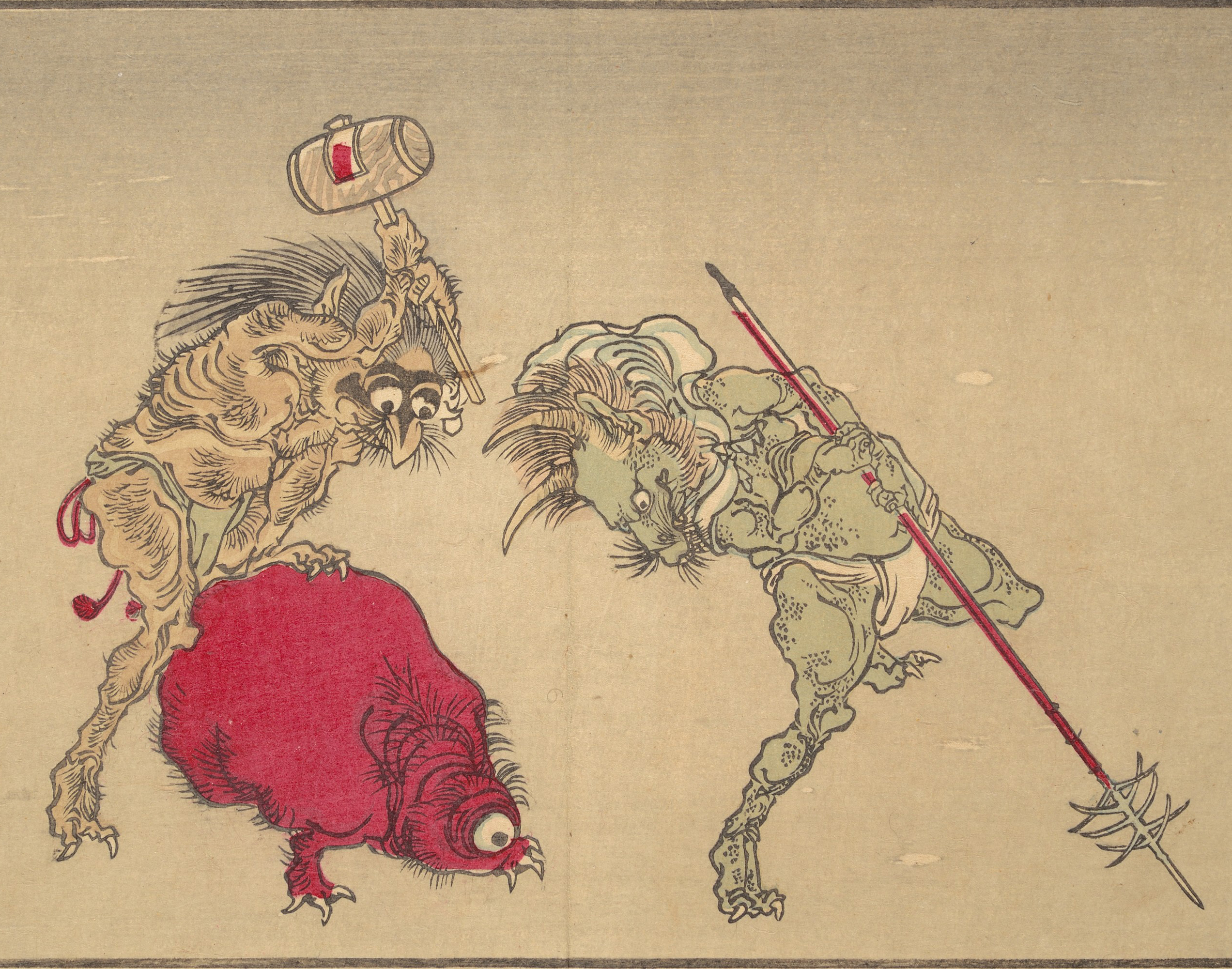
Imagem de vários Yōkais, similares aos espíritos que aparecem no filme.

Chihiro e seus pais são obrigados a se mudarem para outra cidade. Durante a mudança seu pai, decide tomar um atalho para economizar tempo, porém, acabam se perdendo e chegando em um edifício com um estranho túnel no centro. Ainda que Chihiro se negue a entrar, seus pais insistem em seguir túnel adentro. Do outro lado, descobrem um povoado aparentemente abandonado; a família opta em explorar o lugar e acabam encontrando um restaurante o qual decidem parar para comer. Chihiro deixa-os para continuar investigando. Quando começa a anoitecer um misterioso jovem chamado Haku aparece e ordena que Chihiro saia do lugar antes que anoiteça completamente.
Chihiro corre em busca dos pais, enquanto pouco a pouco a cidade vai ganhando vida: os postes acendem e aparecem uma variedade de espíritos. Ao chegar ao restaurante, Chihiro descobre que seus pais se tornaram em enormes porcos. Aterrorizada, a jovem foge e começa a se dar conta que está ficando transparente. Haku, que aparece novamente, diz que para ela não desaparecer deve comer algo deste mundo e lhe oferece uma baga, e esconde-a da vista do Yu-bird uma ave de rapina com cara de bruxa, que a patrulha. Depois disto, leva-a secretamente a uma casa de banhos termais em que deve aceitar um trabalho antes que possa ajudá-la a escapar. Desta forma, a bruxa que comanda o local, Yubaba, não poderá mais transformá-la num animal. Assim, com a ajuda de vários amigos que faz ao longo da história, Chihiro inicia uma grande aventura para buscar uma maneira de acabar com o feitiço que mantêm a família dela em porcos e poder continuar com sua vida livre.

## Elenco
| Personagem                               | Dubladores (vozes originais) | Descrição |
| ---------------------------------------- | ---------------------------- | --- |
| Chihiro Ogino (荻野 千尋, Ogino Chihiro) | Rumi Hiiragi                 | Personagem principal, de uma menina infantil passa a ser corajosa e destemida ao longo do filme                       |
| Haku (ハク)/Nigihayami Kohaku Nushi      | Miyu Irino                   | Mão direita de Yubaba, sempre está procurando ajudar Chihiro.                                                         |
| Yubaba (湯婆婆, Yubāba)                  | Mari Natsuki                 | Bruxa, dona da casa termal. É gananciosa e maquiavélica.                                                              |
| Akio Ogino (荻野 明夫, Ogino Akio)       | Takashi Naitō                | Pai de Chihiro. |
| Yūko Ogino (荻野 悠子, Ogino Yūko)       | Yasuko Sawaguchi             | Mãe de Chihiro. |
| Kamajii (釜爺, Kamajī)                   | Bunta Sugawara               | O fornecedor de carvão das termas, vive no subsolo da casa.                                                           |
| Lin (リン, Rin)                          | Yoomi Tamai                  | Trabalhadora da casa termal, faz amizade com Chihiro.                                                                 |
| Bō (坊, Bō)                              | Ryūnosuke Kamiki             | Um bebê gigante e filho de Yubaba, é mimado e teimoso. Vive trancado no seu quarto.                                   |
| Sem Rosto (カオナシ, Kaonashi)           | Akio Nakamura                | Um espírito, sua personalidade e o seu jeito de ser são como o das pessoas que lhe estão perto e como essas o tratam. |

## Temas

### Jornada espiritual

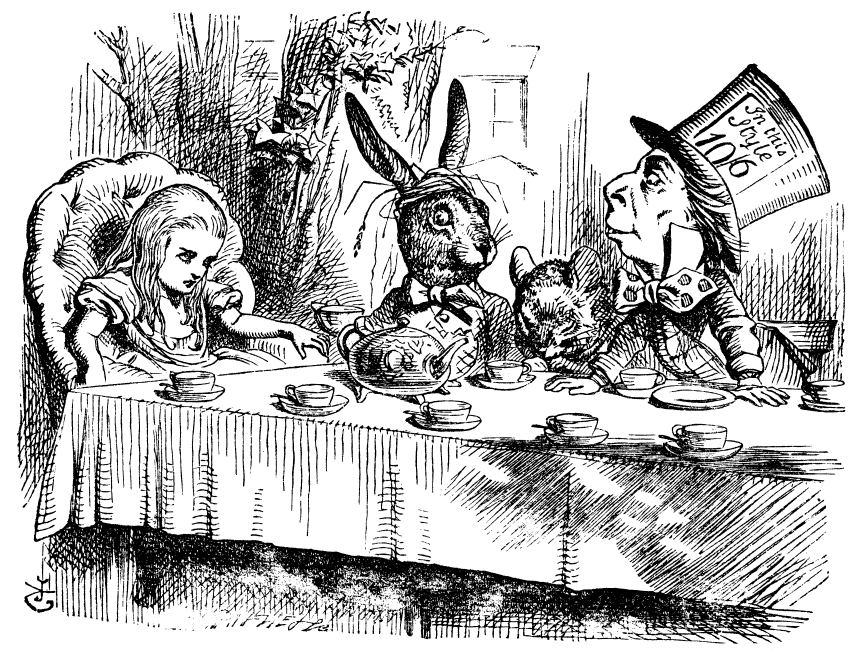
Ilustração de Alice no País da Maravilhas, obra que pode ser equiparada com A Viagem de Chihiro.

A temática principal do filme é a viagem liminar que a protagonista realiza até o reino dos espíritos, onde se vê em mundo desconhecido. O trânsito de Chihiro neste reino alternativo, que pode ser comparado com Alice no País das Maravilhas de Lewis Carroll, representa a transição da infância até a fase adulta. O aspecto arquétipo do outro mundo delimita a condição de Chihiro com alguém se encontra entre a fase de ser criança e de ser adulto. A personagem também se encontra fora dos limites da sociedade ao se encontrar com o sobrenatural. Por sua vez, a personagem Yubaba compartilha várias semelhanças com o cocheiro de Pinóquio, já que este transforma os meninos em asnos da mesma forma que a bruxa transforma os pais em porcos. Ao conseguir emprego na casa de banhos termais, Yubaba rouba o verdadeiro nome de Chihiro (que passa a se chamar Sen), o que simbolicamente significa a morte da menina, que deve assumir então a fase adulta. Chihiro segue um rito de passagem segundo o formato do monomito, e na sua tentativa de recuperar a continuidade do seu passado, deve forjar uma nova identidade.
A Viagem de Chihiro faz uma crítica a sociedade japonesa moderna em relação ao conflito de gerações e a luta para quebrar as tradições da cultura tradicional. Chihiro é vista como uma representação do gênero Shōjo, cujos papéis e ideologias mudaram drasticamente no Japão pós-guerra. Chihiro busca resgatar sua identidade passada, assim como o Japão busca os antigos valores em meio ao decrescimento econômico na época em que o filme foi feito. Em uma entrevista, Miyazaki comentou sobre este elemento nostálgico do antigo Japão.
O filme também crítica a poluição ambiental quando o Deus do Rio aparece deformado em lixo.
A casa de banhos pode ser vista como um lugar luxuoso e repleto de avareza, e com a aparição de  Sem Rosto, um espírito que reflete a personalidade de quem o rodeia e que devora quem sucumbe a ganância, se torna o cenário ideal para ocorrer um massacre, com o dito espírito devorando vários funcionários da casa termal; porém logo são salvos por Chihiro quando o alimenta com bolinhos deixados pelo Deus do Rio; assim, Sem Rosto volta a ser tímido e inofensivo quando confronta a pureza de Chihiro. No final do filme, Zeniba (irmã gêmea de Yubaba) decide adotá-lo para evitar que seja exposto pela influência negativa da casa de banho.

## Produção
A cada verão Miyazaki passava suas férias em uma cabana nas montanhas com sua família e cinco jovens amigas. A Viagem de Chihiro surgiu com a ideia de criar um filme que pudesse dedicar a estas pequenas amigas. Ele tinha feito filmes como Meu amigo Totoro e Serviço de entregas da Kiki, os quais dirigiu para meninos e adolescentes, mas nunca para meninas de dez anos. Para se inspirar, leu revistas de mangá  Shōjo como Nakayoshi e Ribon, que as meninas liam na cabana. Porém, Miyazaki sentia que as obras publicadas nas revistas somente tratavam de temas subjetivos, como romances e namoros. Ao ver as jovens amigas, ele percebia que este tipo de tema contrastava com as personalidades delas, e então decidiu produzir um filme que mostrasse uma menina que pudessem ver em seu lugar.  Nas palavras de Miyazaki:

Criei  uma heroína comum, alguém que o público possa simpatizar. Não é uma história em que os personagens crescem, e sim uma história em que podem tirar valores que levam dentro de si. Quero que meus jovens vivam assim e creio que eles também tem esse desejo.

Hayao Miyazaki

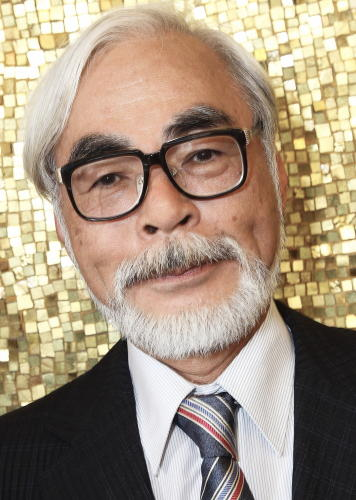
Hayao Miyazaki em 2008

Miyazaki queria fazer um novo filme há muito tempo. Escreveu dois projetos, porém ambos foram interrompidos. O primeiro era baseado no livro japonês Kirino Mukouno Fushigina Machi, e o segundo se tratava de uma heroína adolescente. A terceira proposta de Miyazaki, que acabou se convertendo em A Viagem de Chihiro, foi a que obteve êxito. As três histórias giravam em torno de uma casa de banhos termais baseado em uma que havia na cidade natal de Miyazaki. O autor pensava que esta era um lugar misterioso, com uma pequena porta junto as banheiras. Curioso para saber o que havia nelas, terminou criando várias histórias a respeito, uma das quais serviu de inspiração para criar a casa de banhos que aparece no filme.

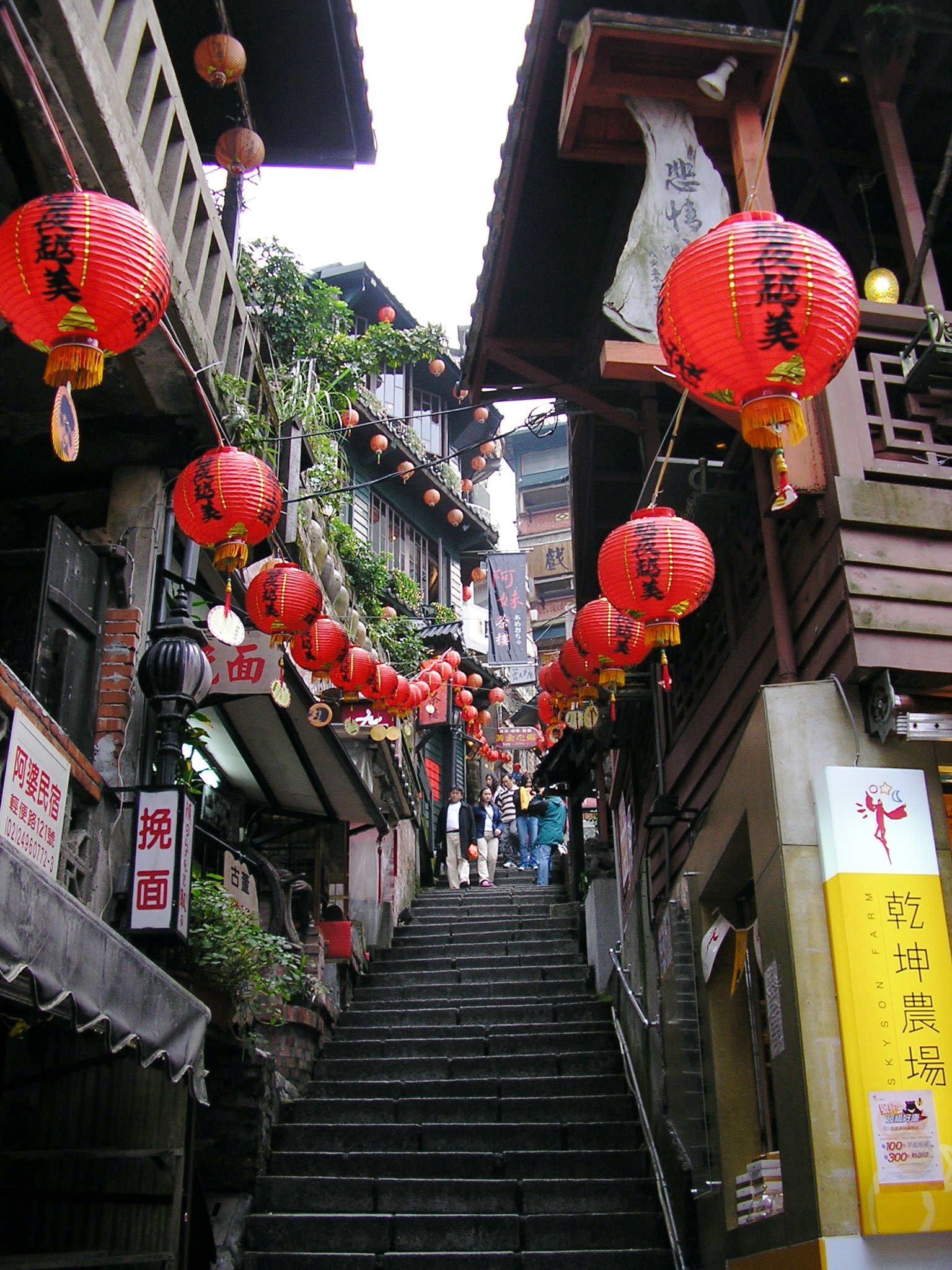
Jiufen, uma localidade em Taiwan que serviu de inspiração para as construções do filme.

Dōgo Onsen de Matsuyama, a inspiração para a criação das fontes termais no filme, que incorpora um Japão mais tradicional.

A produção do filme começou em 2000, com um orçamento  de 1,5  bilhão de Ienes – 15 milhões de dólares estadunidenses. Assim como Princesa Mononoke, Miyazaki e os funcionários dos Studio Ghibli utilizaram a animação digital.  Com o uso de computadores e programas com Softimage, os funcionários do estúdio aprenderam a utilizar o software porém também mantiveram a produção tradicional de desenhos. Cada personagem foi desenhado quase por completo a mão, com Miyazaki trabalhando junto com os animadores para assegurar-se que tudo transcorria bem. A maior dificuldade em fazer o filme consistiu na redução de sua duração. Quando a produção se iniciou, Miyazaki se deu conta que este duraria mais de três horas se continuasse fazendo de acordo com a trama original. Teve que deletar várias cenas da história, e tratou de reduzir a complexidade do filme para queria fazê-lo mais simples. Tampouco queria que a heroína fosse estereotipada. A princípio se viu frustrado ao notar que a personagem se mostrava “monótona”, e assim pensou: “Não é divertida, não há nada que possamos fazer ?” Contudo, a medida que o filme terminava de produção, se sentiu aliviado quando percebeu que seria uma personagem carismática.
Para a criação de algumas edificações do mundo dos espíritos, Miyazaki se baseou em estruturas reais que aparecem no Museu de arquitetura ao ar livre Edo-Tokio, em Koganei, Japão. Enquanto trabalhava no filme, ia sozinho no museu para se inspirar. Miyazaki sempre esteve interessado no estilo pseudo ocidental dos edifícios da era Meiji que se encontravam ali. O museu o fazia sentir nostálgico ”especialmente quando estou sozinho nas tardes, perto de uma hora para fechar, e o sol começa a se pôr, e as lágrimas caem dos meus olhos”. Outra fonte de inspiração foi Notoya Ryokan, um pousada tradicional japonesa da província de Yamagata famosa por sua arquitetura e elementos ornamentais. A pequena localidade de Jiufen, em Taiwan, também serviu de modelo para os desenhos do mundo dos espíritos no filme.

### Música
A música de A Viagem de Chihiro foi composta e dirigida por Joe Hisaishi, colaborador habitual de Miyazaki, e interpretada pela New Japan Phiharmonic. A trilha sonora recebeu uma condecoração de melhor música na  56.ª cerimônia de premiação de Mainichi Film Competetion Award, e também ganhou o Tokio Anime Award de melhor música no Tokyo International Anime Far de 2001. Por último, recebeu a 17.ª entrega do Japan Gold Disk Award na categoria álbum de animação do ano. Hisaishi adicionou a letra “Ano Natsu” (あの夏へ, um dia de verão) como um dos temas da trilha sonora. - e a nova versão  de “ Inochi no Namae” ( いのちの名前, O nome da vida), a qual foi interpretada por Ayaka Hirahara
O tema de encerramento “Itsumo nando demo” ( いつも何度でも, Sempre, não importa quantas vezes) foi  interpretado por Yumi Kimura. A letra desta canção foi escrito por um amigo de Kimura, Wakako Kaku. Inicialmente o tema planejava ser usado em Entotsu-Kaki, um dos projetos de Miyazaki que fora interrompido. Como escutava o tema enquanto trabalhava no novo projeto, decidiu que seria incluído porque tratava do mesmo tema. O tema também foi interpretado pela cantora ucraniana Nataliya Gudziy.

## Recepção

### Comercial
A Viagem de Chihiro começou a ser exibido nos cinemas do Japão em 27 de Julho de 2001 e desde então conseguiu arrecadar 229 607 878 dólares, tornando-se o filme de maior bilheteria na história do cinema japonês. Também obteve uma arrecadação mundial de 274 925 095  de dólares, sendo o primeiro filme que ganhou mais de 200 milhões de dólares a nível mundial antes de estrear nos Estados Unidos.

### Crítica
A Viagem de Chihiro foi aclamado pela crítica. No web site Rotten Tomatoes, o filme possui 97% de aceitação entre os críticos, com um total de 152 comentários e com uma qualificação média de 8,5/10. O consenso entre os críticos é: “A Viagem de Chihiro é uma deslumbrante, encantadora e magnifica elaborada história que deixara os espectadores um pouco mais curiosos e fascinados pelo mundo que os rodeia”. No mesmo site ocupa a décima terceira colocação em uma lista dos cinquenta melhores filmes animados. No Metacritic, conseguiu uma qualificação de 96/100, baseado em 41 críticas, indicando "aclamação universal". Enquanto que no Internet Movie Database (IMDb), obteve uma pontuação de 86/100 dada pelo público – 281 mil votantes – ocupando o trigésimo sexto lugar  no top 250.
Roger Ebert, crítico de cinema do Chicago Sun-Times, deu quatro estrelas completas e louvou tanto o filme como a direção de Miyazaki. Ebert também qualificou A Viagem de Chihiro como um dos melhores filmes do ano. Kenneth Turan, do Los Angeles Times considerou boas as atuações de voz, e disse que o filme “é um produto de uma intrépida imaginação cujas criações são diferentes de qualquer coisa que havia visto antes”. Igual a Ebert, Turan elogiou a direção de Miyazaki. Jay Boyaer, do Orlando Sentinel, também fez bons comentários  sobre a direção, e comentou que o filme é “uma opção perfeita para um menino que se mudou para uma casa nova “. Elvis Mitchell, do The New York Times, deu uma resenha positiva para o filme, e elogiou as sequências de animações. Também realizou uma comparação favorável com a obra Through the Looking Glass de Lewis Carroll, indicando que os personagens “intensificam a tensão do filme”. Por sua vez, Derek Elley, da revista Variety, comentou que A Viagem de Chihiro “pode ser desfrutado tanto por jovens como por adultos”, e  igualmente elogiou a animação e a música.

### Prêmios
A Viagem de Chihiro ganhou trinta e cinco prêmios, entre os quais incluem o Oscar de Melhor Filme de Animação em 2003. Assim, se tornou o segundo filme a receber esta condecoração, pois a categoria se iniciou em 2002, sendo o primeiro filme em língua não-inglesa a ganhar o prêmio, além de ter sido o único a atingir esse feito até 2024, onde o filme O Menino e a Garça, também dirigido por Hayao Miyazaki e produzido pelo Studio Ghibli, ganhou o Oscar de Melhor Animação de 2023.[carece de fontes?] Na vigésima quinta premiação dos Prêmios da Academia Japonesa – o equivalente japonês do óscar – recebeu os prêmios de melhor filme do ano e melhor canção. No Festival Internacional do Cinema de Berlim de 2002, o longa-metragem conquistou o Urso de Ouro, ex aequo com Domingo sangrento, sendo a única animação a consegui-lo até o momento.